# 100077 Тертжакіан
100077 Тертжакіан (100077 Tertzakian) — астероїд головного поясу, відкритий 7 серпня 1992 року.
Тіссеранів параметр щодо Юпітера — 3,330.
Назва на честь Пітер Тертжакіан (Tertzakian), Калгарі, Альберта, економіст, праці в галузі геофізики, економіки і фінансів.